# Кіновсесвіт Marvel: Третя фаза
Третя фаза Кіновсесвіту Marvel (КВМ) — серія американських супергеройських фільмів, створених Marvel Studios і заснованих на персонажах Marvel Comics. Першим фільмом фази стала стрічка «Перший месник: Протистояння» (2016), а останнім — «Людина-павук: Далеко від дому» (2019). До фази також увійшли два кросовери про Месників — «Війна нескінченності» (2018) і «Завершення» (2019), що закінчили тетралогію про цю команду супергероїв.
Кевін Файгі спродюсував всі фільми фази, стрічки про Людину-павука — спільно з Емі Паскаль, а фільм «Людина-мураха та Оса» — зі Стівеном Бруссаром. Одинадцять фільмів фази зібрали в прокаті понад $13,5 млрд і отримали, в основному, захоплені відгуки критиків та глядачів. Картина «Месники: Завершення» стала найкасовішою стрічкою в історії (без урахування інфляції).
Marvel Studios також створили для фази три короткометражки про Тора, а кожен фільм фази отримав комікс-приквели, що підводять читача до подій стрічки. Третя фаза завершила «Сагу Нескінченності», розпочату в Першій і Другій фазах. Продовженням Саги стала Четверта фаза кіновсесвіту.

## Фільми
| Фільм                           | Дата виходу (Україна) | Режисер(и)             | Сценарист(и)                                                                                   | Продюсер(и)                 |
| ------------------------------- | --------------------- | ---------------------- | ---------------------------------------------------------------------------------------------- | --------------------------- |
| Перший месник: Протистояння     | 6 травня 2016         | Ентоні й Джо Руссо     | Крістофер Маркус і Стівен Макфілі                                                              | Кевін Файгі                 |
| Доктор Стрендж                  | 4 листопада 2016      | Скотт Дерріксон        | Джон Спейтс, Скотт Дерріксон, С. Роберт Каргілл                                                | Кевін Файгі                 |
| Вартові галактики 2             | 5 травня 2017         | Джеймс Ґанн            | Джеймс Ґанн                                                                                    | Кевін Файгі                 |
| Людина-павук: Повернення додому | 7 липня 2017          | Джон Воттс             | Джонатан Ґолдстейн, Джон Френсіс Делі, Джон Воттс, Крістофер Форд, Кріс МакКенна, Ерік Соммерс | Кевін Файгі, Емі Паскаль    |
| Тор: Раґнарок                   | 3 листопада 2017      | Тайка Вайтіті          | Ерік Пірсон, Крейг Кайл, Крістофер Йост                                                        | Кевін Файгі                 |
| Чорна Пантера                   | 16 лютого 2018        | Раян Куґлер            | Раян Куґлер, Джо Роберт Коул                                                                   | Кевін Файгі                 |
| Месники: Війна нескінченності   | 26 квітня 2018        | Ентоні й Джо Руссо     | Крістофер Маркус і Стівен Макфілі                                                              | Кевін Файгі                 |
| Людина-мураха та Оса            | 6 липня 2018          | Пейтон Рід             | Ендрю Баррер, Гебріел Феррарі, Пол Радд                                                        | Кевін Файгі, Стівен Бруссар |
| Капітан Марвел                  | 7 березня 2019        | Анна Боден і Раян Флек | Анна Боден і Раян Флек, Женева Робертсон-Дворет, Ніколь Перлман                                | Кевін Файгі                 |
| Месники: Завершення             | 25 квітня 2019        | Ентоні й Джо Руссо     | Крістофер Маркус і Стівен Макфілі                                                              | Кевін Файгі                 |
| Людина-павук: Далеко від дому   | 4 липня 2019          | Джон Воттс             | Кріс МакКенна, Ерік Соммерс                                                                    | Кевін Файгі, Емі Паскаль    |

## Хронологія фази
| Рік       | Події фільмів                                                                           |
| --------- | --------------------------------------------------------------------------------------- |
| 1995      | «Капітан Марвел»                                                                        |
| 2014      | «Вартові галактики 2»                                                                   |
| 2016      | «Перший месник: Протистояння», «Чорна Пантера», «Людина-павук: Повернення додому»       |
| 2016—2017 | «Доктор Стрендж»                                                                        |
| 2017—2018 | «Тор: Раґнарок»                                                                         |
| 2018      | «Людина-мураха та Оса», «Месники: Війна нескінченності», «Месники: Завершення» (пролог) |
| 2023      | «Месники: Завершення»                                                                   |
| 2024      | «Людина-павук: Далеко від дому»                                                         |